# ميجز
ميجز أو سابقًا 5pb.‎ (باليابانية: 株式会社5pb، بالروماجي: Kabushiki gaisha 5pb) هو مطور ألعاب فيديو ياباني أُنشئ في 6 أبريل 2005 ويقع مقرة في شيبويا في طوكيو باليابان.

## أعماله
- ستاينز؛غيت